# پارس (مطبوعات پهلوی)
پارس نام یکی از مطبوعات استان فارس در دوران پهلوی دوم است.
این روزنامه از سال ۱۳۲۱ خورشیدی به وسیله فضل‌الله شرقی، در شیراز به چاپ رسیده است.